# ثيو بيترز
ثيو بيترز هو طبيب أعصاب بلجيكي، ولد في 11 مارس 1943، وتوفي في 2 مارس 2018.